# Pellaea calomelanos
Pellaea calomelanos é uma espécie de samambaia. Endémica na África Oriental, principalmente Maurícia, Angola, Zimbabwe.